# Kola San Jon
Kola San Jon é uma celebração que ocorre todos os anos no bairro do Alto da Cova da Moura, no concelho da Amadora, em Portugal. Advém da tradição cultural cabo-verdiana, em especial de duas festas que se realizam em várias ilhas de Cabo Verde (Santo Antão, São Vicente e São Nicolau). Realiza-se próximo do dia de São João.
Teve o seu início no ano de 1984, tratando-se de uma festa que incluí diversas manifestações culturais, como um cortejo, música instrumental e cantada, dança, entre outros.
Em 2013 foi reconhecida como Património Cultural Imaterial português.